# Homerun (The Cats)
Homerun is een muziekalbum van The Cats uit 1976. Het album kwam na de comeback van The Cats in 1976, met de toepasselijke single We should be together die ook op deze elpee staat. Een groot aantal nummers op de elpee is van eigen hand, vaak in samenwerking met Nederlandse songwriters. Het album stond drie weken in de Album Top 100 en behaalde plaats 13 als hoogste positie.

## Nummers
| Nummer | Naam                           | Geschreven door                         | Duur | Opmerkingen |
| --- | ------------------------------ | --------------------------------------- | ---- | ----------- |
| A1 | We should be together          | Allen Reynolds                          | 3:21 |             |
| A2 | Town's fair                    | Piet Veerman en Nail Che                | 3:25 |             |
| A3 | Tell me it's true              | Cees Veerman en René Topaz              | 3:59 |             |
| A4 | Summer evening lady            | Arnold Mühren en Marnec                 | 4:55 |             |
| A5 | You're the girl for me         | Cees Veerman                            | 3:46 |             |
| A6 | Annabell                       | Jaap Schilder                           | 4:13 |             |
| A7 | I wanna be a country singer    | Gloria Sklerov en Harry Lloyd           | 3:19 |             |
| B1 | The shelter of your eyes       | Don Williams                            | 3:06 |             |
| B2 | Sunday mornings                | Arnold Mühren en Nail Che               | 4:14 |             |
| B3 | Nobody cares                   | Cees Veerman                            | 3:45 |             |
| B4 | Karin                          | Arnold Mühren en Marnec                 | 3:50 |             |
| B5 | Looking back over my yesterday | Piet Veerman, Jaap Schilder en Nail Che | 3:14 |             |
| B6 | Girl, why did you do that      | Arnold Mühren en Nail Che               | 3:08 |             |
| B7 | Eleanor                        | Jaap Schilder en Alan Parfitt           | 4:54 |             |
| Later zijn er van dit album opnieuw versies op cd uitgebracht waarop bonustracks staan. Deze cd is net als alle andere platen van The Cats in 2014 opgenomen in het verzamelwerk Complete. Op deze uitgave was de bonustrack als volgt: |                                |                                         |      |             |
| 15. | Blow wind blow                 | Traditionele songtekst                  |      |             |